# میلان کوندرا
میلان کوندِرا (چکی: Milan Kundera؛ ۱ آوریل ۱۹۲۹ – ۱۱ ژوئیهٔ ۲۰۲۳) نویسنده اهل جمهوری چک بود. او از سال ۱۹۷۵ به فرانسه تبعید شد و در سال ۱۹۸۱ به تابعیت آن کشور درآمد. او خود را نویسنده‌ای فرانسوی می‌دانست. او پس از نوشتن رمان جاودانگی به زبان چکی در دهه ۱۹۹۰ (میلادی) کوشش می‌کرد تا واسطه مترجم را حذف کند و مستقیماً به فرانسه بنویسد. یکی از معروفترین آثار کوندرا سَبُکیِ تحمل‌ناپذیر هستی است.
پیش از انقلاب مخملی چکسلواکی در سال ۱۹۸۹ حزب کمونیست چکسلواکی کتاب‌های وی را در چک ممنوع کرد. او کمتر با رسانه‌ها گفتگو می‌کرد. میلان کوندرا چندین بار نامزد دریافت جایزه نوبل ادبیات شد. در سال ۲۰۱۹ تابعیت چک میلان کوندرا پس ۴۰ سال به او بازگردانده شد.

## زندگی
خانوادهٔ میلان کوندِرا از طبقهٔ اجتماعی متوسط و با فرهنگ بالا بودند. پدر او لودویک کوندرا، نوازنده پیانو و شاگرد لئوش یاناچک بود و بین سال‌های ۱۹۴۸ تا ۱۹۶۱ ریاست آکادمی موسیقی برنو را برعهده داشت. علاقه کوندرا به موسیقی در بسیاری از آثار او به‌ویژه رمان شوخی پیدا است. میلان شعرگویی را از ۱۴ سالگی آغاز کرد و در ۱۸ سالگی پس از شکست آلمان نازی در جنگ جهانی دوم در ۱۹۴۷ به اتحادیه جوانان حزب کمونیست چکسلواکی پیوست. کوندرا در سال ۱۹۴۸ تحصیل خود در رشتهٔ ادبیات و زیبایی‌شناسی را در دانشگاه کارل در شهر پراگ آغاز کرد. ولی خیلی زود خود را به دانشکده فیلم منتقل کرد. او به دنبال انتقادها از حکومت، در سال ۱۹۵۰ برای نخستین‌بار از حزب کمونیست چکسلواکی اخراج شد و تا سال ۱۹۵۶ اجازهٔ پیوستن دوبار به آنرا پیدا نکرد. نخستین مجموعه شعر او با نام انسان؛ بوستان پهناور که خوش‌بینی موجود و ادبیات دولتی را مورد انتقاد قرار می‌داد در ۱۹۵۳ چاپ شد. در ۱۹۵۵ شعر بلند او به نام ماه می‌گذشته (پیشکش به یولیوس فوچیک) و بلافاصله پس از آن دومین و آخرین مجموعه شعر او با نام تک‌گویی در ۱۹۵۷ منتشر شد که در آن رفتارها و کردارهای انسانی و روابط عاشقانه بی‌پرده بازنمایی می‌شدند.
او در سال ۱۹۶۰ گزیده اشعار گیوم آپولینر و تحلیلی از آن‌ها را چاپ کرد. در همین سال آموزش ادبیات در دانشکده سینما به عهده او گذاشته شد. نخستین نمایشنامهٔ او با نام مالکان کلیدها که به دوران ترس و خشونت در دوره استیلای آلمان می‌پرداخت یک سال بعد به چاپ رسید.
کوندرا در سال‌های ۱۹۵۸ تا ۱۹۶۸ ده داستان با نام عشق‌های خنده‌دار نوشت که در آن‌ها به رابطه فرد با اجتماع می‌پرداخت. مضمون بسیاری از رمان‌های آینده او در این داستان‌ها طرح می‌شوند.
در مجلس چهارم نویسندگان چکسلواکی در ژوئن ۱۹۶۷ کوندرا در یک سخنرانی پرآوازه، خواهان آزادی بیشتری برای نویسندگانی شد که فکر می‌کردند توسط تشکیلات خودکامهٔ کمونیستی به اسارت گرفته شده‌اند. کوندرا نخستین رمان خود به نام شوخی را در سال ۱۹۶۷ نوشت. شوخی از زبان چندین راوی روایت می‌شود و تنها کتاب کوندرا است که در آن خود نویسنده راوی داستان نیست. از شوخی فیلمی در چک نیز ساخته شده‌است.
در سال ۱۹۶۸ کوندرا به همراه بسیاری از هنرمندان و نویسندگان چکسلواکی به حمایت از جنبش اصلاح‌طلبانه حزب کمونیست چکسلواکی معروف به بهار پراگ پرداخت. پس از اشغال کشور توسط ارتش سرخ شوروی در اوت ۱۹۶۸ نام او در فهرست سیاه قرار گرفته و انتشار کتاب‌های او و عرضه آن‌ها در کتابخانه‌ها ممنوع شد. یک سال پس از آن از دانشکده سینما هم اخراج شد. در این مدت، کوندرا خرج خود را با نوشتن طالع‌بینی درمی‌آورد. این طالع‌بینی‌ها که البته با نام میلان کوندرا چاپ نمی‌شدند پس از مدتی بسیار محبوب شدند. خود کوندرا در کتاب خنده و فراموشی به سرنوشتی که این چنین دچارش شده بود اشاره و شرح آن را بیان می‌کند. او در همین دوران رمان زندگی جای دیگر است را به زبان فرانسوی نوشت که در سال ۱۹۷۳ در فرانسه چاپ شد.
در سال ۱۹۷۵ کوندرا به همراه همسرش «ورا» به دعوت دانشگاه رن ۲ به فرانسه رفت و در آن‌جا کتاب خنده و فراموشی را نوشت. در این کتاب او از اعتراضات پرشماری که مردم چکسلواکی به اتحاد جماهیر شوروی سوسیالیستی داشتند گفت. کتاب خنده و فراموشی ترکیب عجیبی از یک رمان، مجموعه‌ای داستان کوتاه و تفکرات نویسنده است.
در دوران زندگی در فرانسه، به دلیل بیان عقاید سیاسی در یک گفتگو و یکی از کتاب‌هایش، ملیت چکسلواکی از او گرفته شد.
کوندرا در سال ۱۹۸۴ کتاب سَبُکی تحمل‌ناپذیر هستی (در زبان فارسی به نام بار هستی شناخته می‌شود) را نوشت. این کتاب محبوب‌ترین کتاب کوندرا به حساب می‌آید. سبکی تحمل‌ناپذیر هستی به مشکلات یک زوج چک با یکدیگر و دشواری سازگاری با زندگی در چکسلواکی می‌پردازد. در سال ۱۹۸۸ کارگردان آمریکایی فیلیپ کافمن، فیلمی از روی این کتاب به همین نام ساخت. با وجود اینکه کوندرا معتقد است که رمان‌های او برای ساخت فیلم مناسب نیستند. ولی در ساخت این فیلم، به عنوان مشاور همکاری داشت.
در سال ۱۹۹۰ کوندرا کتاب جاودانگی را عرضه کرد. در مقایسه با سایر آثار کوندرا که بیشتر، اندیشه‌های سیاسی را مطرح می‌کنند این کتاب از درون‌مایهٔ فلسفی بیشتر و عمیق‌تری برخوردار است و مفاهیم جهانی‌تری را در خود می‌گنجاند.
سه رمان بعدی او، آهستگی (۱۹۹۵)، هویت (۱۹۹۷) و جهالت (۲۰۰۰) باز هم نشان از دورهٔ تازه‌ای در زندگی کاری کوندرا بودند. یکی برای اینکه همگی به فرانسه نوشته شدند و دیگری اختصار نسبی آنها است. کوندرا سه مجموعه مقاله به نام‌های هنر رمان (۱۹۸۶)، وصایای تحریف شده (۱۹۹۳) و پرده (۲۰۰۵) نیز چاپ کرده‌است.

## درگذشت
میلان کوندرا در ۱۱ ژوئیه ۲۰۲۳ در سن ۹۴ سالگی در پاریس درگذشت.

### مجموعه داستان
- عشق‌های خنده‌دار (۱۹۶۹) - ترجمه فروغ پوریاوری
- دون ژوان - ترجمه آیسل برزگر

### رمان
- شوخی (۱۹۶۷) - ترجمه فروغ پوریاوری
- مهمانی خداحافظی (۱۹۷۲) - ترجمه فروغ پوریاوری
- والس خداحافظی (۱۹۷۲) ـ ترجمه دیگری از مهمانی خداحافظی است.
- زندگی جای دیگریست (۱۹۷۳) - ترجمه پانته‌آ مهاجر کنگرلو
- کتاب خنده و فراموشی (۱۹۷۸) - ترجمه فروغ پوریاوری
- بار هستی (۱۹۸۴) - ترجمه پرویز همایون‌پور
- جاودانگی (۱۹۹۰) - ترجمه حشمت‌الله کامرانی
- آهستگی (۱۹۹۵) - ترجمه دریا نیامی
- هویت (۱۹۹۸) - ترجمه پرویز همایون‌پور
- جهالت (۲۰۰۰) - ترجمه آرش حجازی (برگردانی با نام بی‌خبری نیز انجام شده‌است)
- جشن بی معنایی (۲۰۱۳) - ترجمه قاسم صنعوی -
- کلاه کلمنتیس - ترجمه احمد میرعلائی
- وصایای تحریف‌شده (برگردانی با نام وصیت خیانت‌شده نیز انجام شده‌است)

### درام
- ژاک و اربابش (۱۹۷۱) - ترجمه فروغ پوریاوری

### غیر داستانی
- هنر رمان، ترجمه پرویز همایون‌پور

### دربارهٔ او
- میلان کوندرا، زندگی یک نویسنده - ژان دومینیک بری‌یر، انتشارات اکریتور، پاریس[۱]
- جهان داستانی میلان کوندرا - کوتوسلاو چواتیک[۱]
- آخرین بعدازظهر آنیس - فرانسوا ریکار[۱]
- بخشی از و اگر عشق دوام داشت - آلن فینکلکروت[۱]
- بخشی از Shop Talk - فیلیپ راث[۱]
- مقاله کوندرا در پلیاد، یک چاپ بی‌محتوا - گروهی شش نفره از پژوهشگران دانشگاه لوزان سوئیس، روزنامه فرانسوی‌زبان «لو تان»[۱]